# Lichtenfels, Hessen
Lichtenfels är en stad i Landkreis Waldeck-Frankenberg i Regierungsbezirk Kassel i förbundslandet Hessen i Tyskland.
Staden bildades 1 oktober 1971 genom en sammanslagning av städerna Fürstenberg och Sachsenberg med de tidigare kommunerna Dalwigksthal, Goddelsheim, Immighausen, Münden, Neukirchen und Rhadern i staden Lichtenfels.